# Drakesville
Drakesville är en ort i Davis County i Iowa. Vid 2010 års folkräkning hade Drakesville 184 invånare.